# Roasio
Roasio je italská obec v provincii Vercelli v oblasti Piemont.
K 31. prosinci 2011 zde žilo 2 488 obyvatel.

## Sousední obce
Brusnengo (BI), Curino (BI), Gattinara, Lozzolo, Rovasenda, Sostegno (BI), Villa del Bosco (BI)